# Zodàrids
Els zodàrids (Zodariidae) són una família d'aranyes araneomorfes. Fou descrita per Tord Tamerlan Teodor Thorell l'any 1881.
Són aranyes de mida petita o mitjana, amb vuit ulls. Alguns zoràdids imiten les formigues. Encara que hi ha diverses famílies d'aranyes amb espècies que imiten les formigues, la forma que prenen els zodàrids és bastant inusual, ja que tenen una certa semblança morfològica amb l'espècie de formiga de la que s'alimenten, la semblança no és especialment propera. La seva estratègia es recolza en el comportament de l'aranya.
Les aranyes viuen en associació amb un niu de formigues d'una determinada espècie, i utilitzen la seva imitació per entrar en el niu; si les formigues les detectessin com uns intrusos les atacarien i potser les matarien. Les aranyes caminen amb només els tres parells de potes del darrer, i si es troben una formiga es comuniquen amb ella, fent servir les potes del davant com si fossin les antenes per tocar les antenes de la formiga, de la mateixa manera com ho fa una altra formiga. Si ja han capturat una formiga, i una altra formiga l'inspecciona, llavors l'ofereix la presa, un comportament comú entre formigues.
És probable que les aranyes també obtinguin una certa protecció davant depredadors d'aranyes, ja que les formigues són desagradables a moltes espècies que mengen aranyes.
Es troben a escala mundial en els tròpics i les regions temperades. Es troben en una gran part del planeta, amb l'excepció de tota la zona septentrional i també gran part de l'Àsia Oriental.

## Sistemàtica
Segons el World Spider Catalog amb data de 23 de gener de 2019, aquesta família té reconeguts 85 gèneres i 1.153 espècies de les quals 209 pertanyen al gènere Mallinella i 163 pertanyen a Zodarion. El creixement dels darrers anys és considerable, ja que el 30 d'agost del 2006 i hi havia reconeguts 72 gèneres i 828 espècies.
La llista de gèneres és la següent:
- Acanthinozodium Denis, 1966
- Akyttara Jocqué, 1987
- Amphiledorus Jocqué & Bosmans, 2001
- Antillorena Jocqué, 1991
- Asceua Thorell, 1887
- Aschema Jocqué, 1991
- Asteron Jocqué, 1991
- Australutica Jocqué, 1995
- Ballomma Jocqué & Henrard, 2015
- Basasteron Baehr, 2003
- Caesetius Simon, 1893
- Capheris Simon, 1893
- Cavasteron Baehr & Jocqué, 2000
- Chariobas Simon, 1893
- Chilumena Jocqué, 1995
- Cicynethus Simon, 1910
- Colima Jocqué & Baert, 2005
- Cryptothele L. Koch, 1872
- Cybaeodamus Mello-Leitão, 1938
- Cydrela Thorell, 1873
- Cyrioctea Simon, 1889
- Diores Simon, 1893
- Dusmadiores Jocqué, 1987
- Epicratinus Jocqué & Baert, 2005
- Euasteron Baehr, 2003
- Euryeidon Dankittipakul & Jocqué, 2004
- Forsterella Jocqué, 1991
- Habronestes L. Koch, 1872
- Heliconilla Dankittipakul, Jocqué & Singtripop, 2012
- Heradida Simon, 1893
- Heradion Dankittipakul & Jocqué, 2004
- Hermippus Simon, 1893
- Hetaerica Rainbow, 1916
- Holasteron Baehr, 2004
- Ishania Chamberlin, 1925
- Lachesana Strand, 1932
- Leprolochus Simon, 1893
- Leptasteron Baehr & Jocqué, 2001
- Leviola Miller, 1970
- Lutica Marx, 1891
- Malayozodarion Ono & Hashim, 2008
- Mallinella Strand, 1906
- Mallinus Simon, 1893
- Masasteron Baehr, 2004
- Mastidiores Jocqué, 1987
- Microdiores Jocqué, 1987
- Minasteron Baehr & Jocqué, 2000
- Neostorena Rainbow, 1914
- Nostera Jocqué, 1991
- Nosterella Baehr & Jocqué, 2017
- Notasteron Baehr, 2005
- Omucukia Koçak & Kemal, 2008
- Palaestina O. Pickard-Cambridge, 1872
- Palfuria Simon, 1910
- Palindroma Jocqué & Henrard, 2015
- Parazodarion Ovtchinnikov, Ahmad & Gurko, 2009
- Pax Levy, 1990
- Pentasteron Baehr & Jocqué, 2001
- Phenasteron Baehr & Jocqué, 2001
- Platnickia Jocqué, 1991
- Procydrela Jocqué, 1999
- Psammoduon Jocqué, 1991
- Psammorygma Jocqué, 1991
- Pseudasteron Jocqué & Baehr, 2001
- Ranops Jocqué, 1991
- Rotundrela Jocqué, 1999
- Selamia Simon, 1873
- Spinasteron Baehr, 2003
- Storena Walckenaer, 1805
- Storenomorpha Simon, 1884
- Storosa Jocqué, 1991
- Subasteron Baehr & Jocqué, 2001
- Suffascar Henrard & Jocqué, 2017
- Suffasia Jocqué, 1991
- Suffrica Henrard & Jocqué, 2015
- Systenoplacis Simon, 1907
- Tenedos O. Pickard-Cambridge, 1897
- Thaumastochilus Simon, 1897
- Tropasteron Baehr, 2003
- Tropizodium Jocqué & Churchill, 2005
- Trygetus Simon, 1882
- Workmania Dankittipakul, Jocqué & Singtripop, 2012
- Zillimata Jocqué, 1995
- Zodariellum Andreeva & Tyschchenko, 1968
- Zodarion Walckenaer, 1826

### Fòssils
Segons el World Spider Catalog versió 19.0 (2018), existeixen els següents gèneres fòssils:
- †Adjutor Petrunkevitch, 1942
- †Admissor Petrunkevitch, 1942
- †Adorator Petrunkevitch, 1942
- †Angusdarion Wunderlich, 2004
- †Anniculus Petrunkevitch, 1942
- †Eocydrele Petrunkevitch, 1958
- †Propago Petrunkevitch, 1963
- †Spinizodarion Wunderlich, 2004
- †Zodariodamus Wunderlich 2004

### Superfamília
La família dels zodàrids és l'única representant de la superfamília dels zodarioïdeus (Zodarioidea). Les aranyes, tradicionalment, havien estat classificades en famílies que van ser agrupades en superfamílies. Quan es van aplicar anàlisis més rigorosos, com la cladística, es va fer evident que la major part de les principals agrupacions utilitzades durant el segle XX no eren compatibles amb les noves dades. Actualment, els llistats d'aranyes, com ara el World Spider Catalog, ja ignoren la classificació de superfamílies.